# HD 93385
HD 93385 är en dubbelstjärna belägen i den norra delen av stjärnbilden Seglet. Den har en skenbar magnitud av ca 7,49 och kräver åtminstone en stark handkikare eller ett mindre teleskop för att kunna observeras. Baserat på parallax enligt Gaia Data Release 2 på ca 23,0 mas, beräknas den befinna sig på ett avstånd på ca 142 ljusår (ca 43 parsek) från solen. Den rör sig bort från solen med en heliocentrisk radialhastighet på ca 48 km/s.

## Egenskaper
Primärstjärnan HD 93385 A är en gul till vit stjärna i huvudserien av spektralklass G2/G3 V. Den har en massa som är ca 1,1 solmassor, en radie som är ca 1,2 solradier och har ca 1,4 gånger solens utstrålning av energi från dess fotosfär vid en effektiv temperatur av ca 5 800 K. Den har för närvarande (2020) en ovanligt låg nivå av ytaktivitet och är således en tänkbar Maunder minimum-analog.
En fysisk följeslagare med en skenbar magnitud av 12,29 är belägen med en vinkelseparation av 10,32  bågsekunder (motsvarande projicerad separation av 448 AE) vid en lägesvinkel på 288°. Den beräknas ha en massa motsvarande 45 procent av solens massa.  En undersökningen 2015 har uteslutit att det finns ytterligare följeslagare på beräknade avstånd från 12 till 352 astronomiska enheter.

## Planetsystem
HD 93385 är värd för två superjordliknande exoplaneter i snäva banor. Den första har 8,3 gånger jordens massa och en omloppsperiod på 13,186 dygn. Den andra är 10,1 gånger jordens massa med en period av 46,025 dygn.
| Planet | Massa    | Halv storaxel (AE) | Siderisk omloppstid (d) | Excentricitet | Inklination | Radie |
| ------ | -------- | ------------------ | ----------------------- | ------------- | ----------- | ----- |
| Ab     | ≥8,3 M⊕  | 0,1116 ± 0,0018    | 13,186                  | 0,15 ± 0,11   | -           | -     |
| Ac     | ≥10,1 M⊕ | 0,257 ± 0,0043     | 46,025 ± 0,00725        | 0,24 ± 0,18   | -           | -     |